# Jüdischer Friedhof (Dettelbach)
Der Jüdische Friedhof in Dettelbach ist eine ehemalige Begräbnisstätte der Juden in der Stadt im unterfränkischen Landkreis Kitzingen. Der Friedhof entstand wohl bereits im 17. Jahrhundert und wurde im 19. Jahrhundert aufgelassen.

## Geografische Lage
Der ehemalige Friedhof liegt im Nordwesten der Dettelbacher Gemarkung in der Flurlage „Judenfriedhof“. Er wurde an einem Hang auf einer Höhe von etwa 270 m NHN errichtet. Der Friedhof ist von der Dettelbacher Innenstadt etwa 1,1 km entfernt. Weiter nördlich fließt in einiger Entfernung der Gembachgraben vorbei. Südlich befindet sich die Nachtigallenstraße im Dettelbacher Westen. Das rechteckige Areal mit ungefähr 18 m × 43 m umfasst eine Fläche von ca. 8 ha.

## Geschichte
Die Jüdische Gemeinde Dettelbach gilt als eine der ältesten Kultusgemeinden im Hochstift Würzburg. Wahrscheinlich lebten bereits im 15. Jahrhundert Personen jüdischen Glaubens im Ort. Vermutlich wuchs die Anzahl der Juden in Dettelbach während der nachfolgenden Jahrhunderte weiter an und man erhielt die Erlaubnis, für die Verstorbenen einen Friedhof zu errichten. Wahrscheinlich entstand die Anlage um 1600 außerhalb der ummauerten Stadt.
Über zweihundert Jahre erfüllte der Friedhof am Stadtrand seinen Zweck. Aus bisher unbekannten Gründen wurde er an der Wende zum 19. Jahrhundert aufgelassen. Es existieren keinerlei schriftliche Belege über den Friedhof und auf dem Areal sind keine Grabsteinreste mehr zu erkennen. Die im Vergleich zu benachbarten Flurstücken geringere Bewuchshöhe lässt eventuell auf im Erdboden versunkene Steine schließen.